# Rostocker EC
Le Rostocker EC est un club professionnel allemand de hockey sur glace basé à Rostock. Il évolue en Oberliga, le troisième échelon allemand.

## Historique
Le club est créé en 1989.

## Anciens joueurs

### Palmarès
- Aucun titre.